# Orectis barteli
Orectis barteli är en fjärilsart som beskrevs av Turati 1912. Orectis barteli ingår i släktet Orectis och familjen nattflyn. Inga underarter finns listade i Catalogue of Life.